# Zamia prasina
Zamia prasina là một loài thực vật thuộc họ Zamiaceae. Đây là loài đặc hữu của Belize. Môi trường sống tự nhiên của chúng là vùng núi ẩm nhiệt đới hoặc cận nhiệt đới. Chúng hiện đang bị đe dọa vì mất môi trường sống.